# Karl von Eichthal
Pour les autres membres de la famille, voir Famille d'Eichthal.
Karl, baron von Eichthal (19 février 1813, Munich – 3 juillet 1880, Miesbach), est un financier et homme politique allemand.

## Biographie
D'une famille de financiers des cours princières, il est le fils de Simon von Eichthal (de) (1787-1854), banquier de la Cour royale de Bavière et fondateur de la Bayerische Hypotheken- und Wechsel-Bank, et le petit-fils du baron Aron Elias Seligmann.
Il suit ses études lycée Guillaume de Munich (de).
En 1868, il est élu député au Zollparlament. 
Il est l'un des cofondateurs de la Bayerische Vereinsbank en 1869. L'établissement de deux quartiers lui revient : le Gärtnerplatzviertel (de) et le quartier français à Haidhausen. Avec notamment les Rothschild, il finance le chemin de fer bavarois de l'Est (en).
Eichthal acquit le château d'Hohenburg (de) en 1857 et le château d'Egg (de) en 1871. Après sa mort, son palais a été vendu à un consortium de la Theatinerstraße de Munich.
Marié à Isabella Gräfin Khuen von Belasi (de), il est le père de :
- Karl Robert von Eichthal (1845-1909), diplomate, chambellan du roi de Bavière, premier lieutenant et propriétaire d'Offenberg, marié à Luise, Gräfin von Otting und Fünfstetten
- Maria von Eichthal (1848-1924)
- Sophie von Eichthal (1851-1920), épouse du baron Alfons von Rummel
- Charlotte von Eichthal (1854-1938), épouse du baron Friedrich Heinrich von Podewils
- Irene von Eichthal (1858-1890), épouse d'Albert von Keller